# أليسون ريد
أليسون ريد (بالإنجليزية: Allison Reed)‏ هي راقصة على الجليد أمريكية، ولدت في 8 يونيو 1994 في كالامازو في الولايات المتحدة.

## وصلات خارجية
- أليسون ريد على موقع الاتحاد الدولي للتزلج (الإنجليزية)
- أليسون ريد على موقع الاتحاد الدولي للتزلج (الإنجليزية)
- أليسون ريد على موقع الاتحاد الدولي للتزلج (الإنجليزية)
- أليسون ريد على موقع أوليمبيديا (الإنجليزية)